# 唐荆陵
唐荆陵（1971年12月—），湖北省荆州市弥市镇人，律师，维权运动活动人士。2014年5月16日涉嫌寻衅滋事被刑事拘留。2014年6月21日被以涉嫌煽动颠覆国家政权罪正式拘捕，2016年1月29日被广州中院判处五年有期徒刑。

## 生平
1971年，唐荆陵出生于湖北省荆州市弥市镇姚家村（原江陵县）。1989年入读上海交通大学应用化学系高分子材料专业，1993年毕业后分配至广东从事化学工程技术工作。连续多年担任交通大学广东校友会理事。
1997年，唐荆陵参加汕头大学法学院法律培训，同年10月通过律师资格考试，次年8月获律师资格证书。1999年11月取得律师执照后开始独立执业，2000年3月转入广东华之杰律师事务所担任专职律师。
2004年7月，唐荆陵介入东莞兴昂劳工骚乱案件。在唐的努力下，案件中被羁押超过9个月的10名劳工被告全部被缓刑释放并取得“人道补助”。之后唐开始介入劳工权益等公民权利案件。工作之余，唐荆陵积极推动流动劳工的法律常识普及工作。
2005年8月，唐荆陵介入著名的太石村罢免事件。担任因参与罢免被迫害村民的行政诉讼代理律师和辩护律师。同年11月，唐所在律师所在政治压力下提前解除律师聘用合同。年底太石事件中的所有被拘押人员均被释放。但因此案唐荆陵的律师执照被吊销，执业证被停用至今。
自2006年，唐荆陵发起或参与发起了数项行动。
- 2006年，唐发起中国公民不合作----赎回选票行动，正式提出“选票里面出政权”的理念，倡导通过非暴力行动改变中国。
- 2007年4月，唐荆陵发起六四静思节行动，倡议中国公民或者支持人士通过自行接受“六四”为个人纪念日，并努力通过各种必要和合宜的方法推广该行动直到“六四”成为国家的纪念日为止。
- 2010年6月旅行国内多地，为发起“我要直选行动”做准备。
- 2010年8月和一些劳工维权人士和机构发起“我的583行动”，以推动提高劳工待遇和自组织水平。
- 2006-2009年，代理新会疫苗受害儿童追究相关生产单位和疫苗分配部门的产品责任，协助受害家长提出建立疫苗受害家庭的救济和保障机制的倡议。
- 2009年10月1日，发起5千天告别专制倒计时行动。

### 茉莉花事件
2010年底中东地区茉莉花革命兴起，中国国内人权活动者被当局大规模拘禁。唐荆陵于2011年2月22日被当局带走，后以煽动颠覆国家政权罪名被拘押，受到酷刑迫害，至同年8月被当局强送回到湖北老家。期间，唐荆陵夫人亦被当局非法软禁在家至8月。2011年12月16日，唐赴乌坎观摩和学习当地村民抗争行动，回广州后再度被当局传讯。

### 获罪入狱
中国当局自2013年开始加大打击公民运动与维权活动的力度。2014年5月16日，广州警方以涉嫌“寻衅滋事罪”将唐荆陵刑事拘留，关押于白云区看守所。据唐荆陵的妻子汪艳芳讲述："今天上午10点左右，门外有警察说找唐荆陵到派出所谈话，唐荆陵打开门后，冲进七、八名警察，直接出示了搜查证和刑事拘留通知书。警察对家中进行了近两个小时的搜查，抄走了台式电脑、手提电脑各一台，三部手机，部分书籍及各地朋友寄的贺卡等物品"。同日在广东被刑事拘留的还有公民活动家袁新亭与王清营，合称“广州三君子案”，三人都是《零八宪章》的签署者。
6月4日，唐荆陵的代理律师刘正清会见唐之后告诉媒体，警方连续盘问唐荆陵主要围绕其涉嫌的七项罪名，主因是他推动的公民不合作运动，另外还包括他发起的六四静思节、429林昭纪念日、583行动、废除户籍隔离、普惠制基本养老金行动。“另外，当局还对他推行的非暴力抗争的学术理论感到不满”。
6月21日，唐荆陵被以涉嫌煽动颠覆国家政权罪正式拘捕。
7月18日，唐荆陵太太汪艳芳通过其新浪微博发表《唐荆陵无罪，呼吁广州当局放人！》一文，纪念唐荆陵60天，并呼吁当局放人。
9月23日，唐荆陵母亲去世，当局未允许唐荆陵回家奔丧。
2015年6月19日，唐荆陵、王清营和袁新亭三人被控“煽动颠覆国家政权”案在广州市中级人民法院开审。7月23日和24日，案件在广州中院再次开审。
2016年1月29日，他被广州中院判处五年有期徒刑。人权观察表示，唐荆陵、袁新亭和王清营三人是因为提倡“非暴力反抗”思想、促进和平转型到民主政治的集会活动而被判刑。对他们的有罪判决和监禁，反映了中国政府操纵法院以及对和平异议日益增长的敌意。同年5月31日，广东省高级人民法院维持原判。
2019年4月29日，唐荆陵刑满出狱。据她妻子汪艳芳说，唐荆陵精神状况较好，但身体如何还需做进一步检查。此外，她也担心唐荆陵像其他709律师如江天勇等人那样，出狱后仍被监视和被限制人身自由。

### 获奖
2016年12月10日，唐荆陵获得中国民主教育基金会颁发的2015年度杰出民主人士奖。
2018年11月15日，唐荆陵获得独立中文笔会颁发的第九届刘晓波写作勇气奖暨第十三届狱中作家奖。
2019年7月，唐荆陵獲得第二屆中國人權律師獎。